# Johnathan Aparecido da Silva
Johnathan Aparecido da Silva, meglio conosciuto come Johnathan (Fernandópolis, 29 marzo 1990), è un ex calciatore brasiliano, di ruolo attaccante.

## Carriera

### Club
Dopo aver giocato 4 partite con il Goiás nel campionato brasiliano, nel 2010 viene ceduto in prestito all'Arles-Avignone in Ligue 1.